# زیلیم
زیلیم (روسی: Зилим) یک رودخانه در باشقیرستان کشور روسیه است.